# New Richmond, Indiana
New Richmond är en ort i Montgomery County i delstaten Indiana, USA.